# Mario Soldati
Pour les articles homonymes, voir Soldati.
Œuvres principales
- Le Festin du commandeur
- Les Lettres de Capri
- L'Épouse américaine

Mario Soldati, né le 17 novembre 1906 à Turin et mort le 19 juin 1999 à Tellaro, frazione de Lerici, est un écrivain, réalisateur et scénariste italien.

## Biographie
Après des études d'histoire de l'art, Mario Soldati, plutôt attiré par la littérature, se trouve néanmoins engagé par la Cines en 1931. D'abord assistant, il devient scénariste à partir de 1932 et travaille avec Alessandro Blasetti, Walter Ruttmann et surtout Mario Camerini (Les Hommes, quels mufles ! (1932) et Monsieur Max (1937) notamment).
Ses premières réalisations sont des comédies assez réussies comme Dora Nelson (1940). Au début des années 1940, il initie un courant calligraphique avec deux films étonnants : Le Mariage de minuit (Piccolo mondo antico) (1941) et Malombra (1942), tous deux inspirés des écrits du romancier Antonio Fogazzaro. Le meilleur de l'œuvre cinématographique de Mario Soldati trouve, d'ailleurs, sa source dans la littérature. Outre les deux réalisations précédemment citées, il faut signaler Les Ennuis de monsieur Travet, d'après Bersezio (1945) ; Daniele Cortis, d'Antonio Fogazzaro à nouveau (1947) ; Eugénie Grandet, d'après Honoré de Balzac (1947) ; La Marchande d'amour (1953, adapté de La Provinciale d'Alberto Moravia) ; Polycarpe, maître calligraphe, d'après Gandolin (1949). Il s'agit presque toujours de films en costumes d'époque et aux décors très suggestifs, situés au XIXe siècle. Après 1959, Mario Soldati s'est consacré essentiellement à l'écriture, et ses œuvres sont relativement bien traduites en France.

## Œuvre

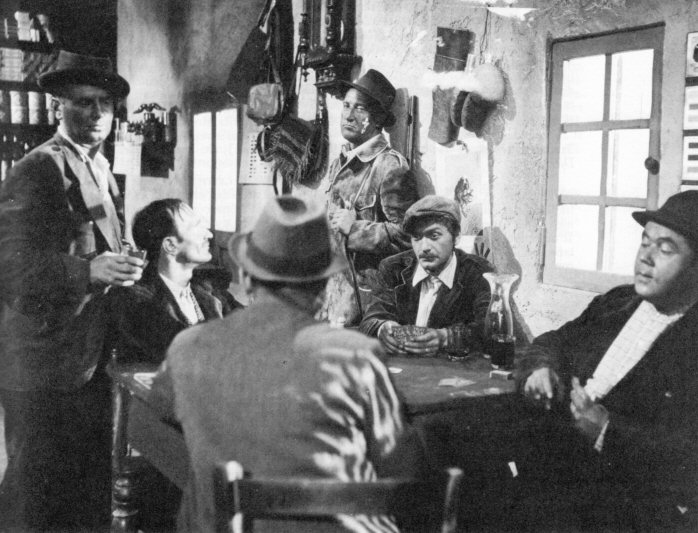
Tragica notte.

### Romans
- America primo amore (1935) Publié en français sous le titre Amérique, premier amour, Paris, Éditions des Portes de France, 1947 ; réédition dans une nouvelle traduction, Paris, Le Promeneur, 2005
- 24 ore in uno studio cinematografico (1935), sous le pseudonyme de Franco Pallavera
- La verità sul caso Motta (1937) Publié en français sous le titre L'Affaire Motta, Paris, Éditions du Pavois, 1947 ; réédition dans une nouvelle traduction sous le titre La Vérité sur l'affaire Motta, Paris, Le Promeneur, 2002
- L'accalappiacani (1953)
- Le lettere da Capri (1954) prix Strega Publié en français sous le titre Les Lettres de Capri, Paris, Plon, « Feux croisés », 1956 ; réédition, Paris, Livre de poche no 5035, 1977 ; réédition dans une nouvelle traduction sous le même titre, Paris, Autrement, « Littératures », 1996 ; réédition, Paris, Le Livre de poche no 15433, 2003
- La confessione (1955) Publié en français sous le titre La Confession, Paris, Plon, « Feux croisés », 1960 ; réédition, Paris, 10/18 no 1523, 1982 ; réédition, Paris, Le Promeneur, 1993
- Il vero Silvestri (1957) Publié en français sous le titre Le Vrai Silvestri, Paris, Plon, « Feux croisés », 1959 ; réédition dans une nouvelle traduction sous le même titre, Paris, Le Promeneur, 1998
- La messa dei villeggianti (1959)
- Storie di spettri (1962)
- Le due città (1964) Publié en français sous le titre Les Deux Villes, Paris, Plon, « Feux croisés », 1966
- La busta arancione (1966) Publié en français sous le titre L'Enveloppe orange, Paris, Plon, « Feux croisés », 1968 ; réédition dans une nouvelle traduction sous le même titre, Paris, Le Promeneur, 1997
- I racconti del maresciallo (1967) Publié en français sous le titre Raconte, carabinier, Paris, Plon, 1969
- Fuori (1968)
- L'attore (1970) Prix Campiello Publié en français sous le titre Le Dernier Rôle, Paris, Fayard, 1975 ; réédition dans une nouvelle traduction sous le titre L'Acteur, Paris, Le Promeneur, 2002
- Lo smeraldo (1974) Publié en français sous le titre L'Émeraude, Paris, Flammarion, 1976 ; réédition dans une nouvelle traduction, Paris, Le Promeneur, 2012
- Lo specchio inclinato (1975)
- La sposa americana (1977) prix Napoli Publié en français sous le titre L'Épouse américaine, Paris, Belfond, 1979 ; réédition, J'ai lu no 1989, 1986 ; réédition dans une nouvelle traduction sous le même titre, Paris, Le Promeneur, 2011
- Addio diletta Amelia (1979)
- L'incendio (1981) Publié en français sous le titre L'Incendie, Paris, Hachette, 1983 ; réédition dans une nouvelle traduction, Paris, Le Promeneur, 2009
- La casa del perché (1982)
- Lo scopone (1982), en collaboration avec Maurizio Corgnati
- L'architetto (1985) Publié en français sous le titre L'Architecte, Paris, Belfond, 1987
- L'avventura in Valtellina (1986)
- Ah! Il Mundial! (1986)
- El Paseo de Gracia (1987) Publié en français sous le titre El Paseo de Gracia, Paris, Le Promeneur, 2001
- La finestra (1991) Publié en français sous le titre La Fenêtre, Paris, Le Promeneur, 1995
- La giacca verde (1993) Publié en français sous le titre La Veste verte, Paris, Le Promeneur, 1996
- Le sere (1994)

### Recueils de nouvelles
- Salmace (1929)
- L'amico gesuita (1943)
- A cena col commendatore (1950) Publié en français sous le titre Le Festin du commandeur, Paris, Plon, « Feux croisés », 1951 ; réédition, Paris, Le Livre de Poche no 1251, 1964 ; réédition, Paris, 10/18 no 1520, 1982
- I racconti (1957), version révisée en 1960
- 55 novelle per l'inverno (1971)
- 44 novelle per l'estate (1979)
- Nuovi racconti del maresciallo (1984)
- Opere. II: Romanzi brevi (1992)
- Il padre degli orfani (2006) Publié en français sous le titre Le Père des orphelins, Paris, Le Promeneur, 1999 ; réédition, Paris, Gallimard, Folio 2 euros no 5355, 2011

### Poésie
- Canzonette e viaggio televisivo (1962)

### Théâtre
- Pilato (1925)

### Autres publications
- Fuga in Italia (1947) Publié en français sous le titre Fuite en Italie, Paris, Le Promeneur, 2008
- Vino al vino. Viaggio alla ricerca dei vini genuini (1969)
- I disperati del benessere (1970)
- Vino al vino 2 (1971)
- Vino al vino 3 (1975)
- Da spettatore. Cronache del cinema (1973)
- Un prato di papaveri. Diario 1947-64 (1973)
- Il polipo e i pirati (1974)
- Lettere a Mario Soldati (1979)
- La carta del cielo (1980), anthologie
- Regione regina (1987)
- Rami secchi (1989)
- Opere. I: Racconti autobiografici (1991)
- Un viaggio a Lourdes (1999), court roman Publié en français sous le titre Le Train de l'espérance, Paris, Le Promeneur, 2008
- Corrispondenti di guerra (2009)

## Filmographie
- 1938 : La principessa Tarakanova, version en italien de Tarakanowa de Fedor Ozep
- 1938 : L'Inconnue de Monte-Carlo (La signora di Montecarlo)
- 1939 : Due milioni per un sorriso (it)
- 1940 : Dora Nelson
- 1940 : Tutto per la donna
- 1941 : Le Mariage de minuit (Piccolo mondo antico)
- 1942 : Tragica notte
- 1942 : Malombra [1]
- 1945 : Quartieri alti
- 1945 : Les Ennuis de Monsieur Travet (Le miserie del Signor Travet)
- 1947 : Daniele Cortis
- 1947 : Eugénie Grandet (Eugenia Grandet)
- 1948 : Fuite en France (Fuga in Francia)
- 1948 : Chi è Dio (it)
- 1949 : Quel bandito sono io (it)
- 1950 : Je suis de la revue (Botta e risposta)
- 1950 : Fra Diavolo (Donne e briganti)
- 1951 : O.K. Néron ! (O.K. Nerone)
- 1951 : È l'amor che mi rovina (it)
- 1951 : Le Chevalier sans loi (Le avventure di Mandrin)
- 1952 : Les Trois Corsaires (I tre corsari)
- 1952 : Rapt à Venise (La mano dello straniero)
- 1952 : L'Héritier de Zorro (Il sogno di Zorro)
- 1952 : La Fille du corsaire noir (Jolanda la figlia del corsaro nero)
- 1953 : La Marchande d'amour (La provinciale)
- 1954 : Questa è la vita
- 1955 : La Fille du fleuve (La donna del fiume)
- 1956 : Sous le ciel de Provence
- 1957 : Italia piccola (it)
- 1959 : Polycarpe, maître calligraphe (Policarpo, ufficiale di scrittura)
- 1960 : Chi legge? Un viaggio lungo il Tirreno
- 1989 : 12 registi per 12 città

## Adaptation au cinéma
- 1990 : Il Maestro réalisé par Marion Hänsel

## Télévision
En 1957, il tourne Viaggio nella valle del Po (« Voyage dans la vallée du Pô ») pour la télévision italienne où il parle des réalités agricoles et alimentaires du pays, ainsi que de l'industrie agroalimentaire naissante. Ce reportage marque l'entrée officielle de la gastronomie à la télévision publique.